# Carly Booth

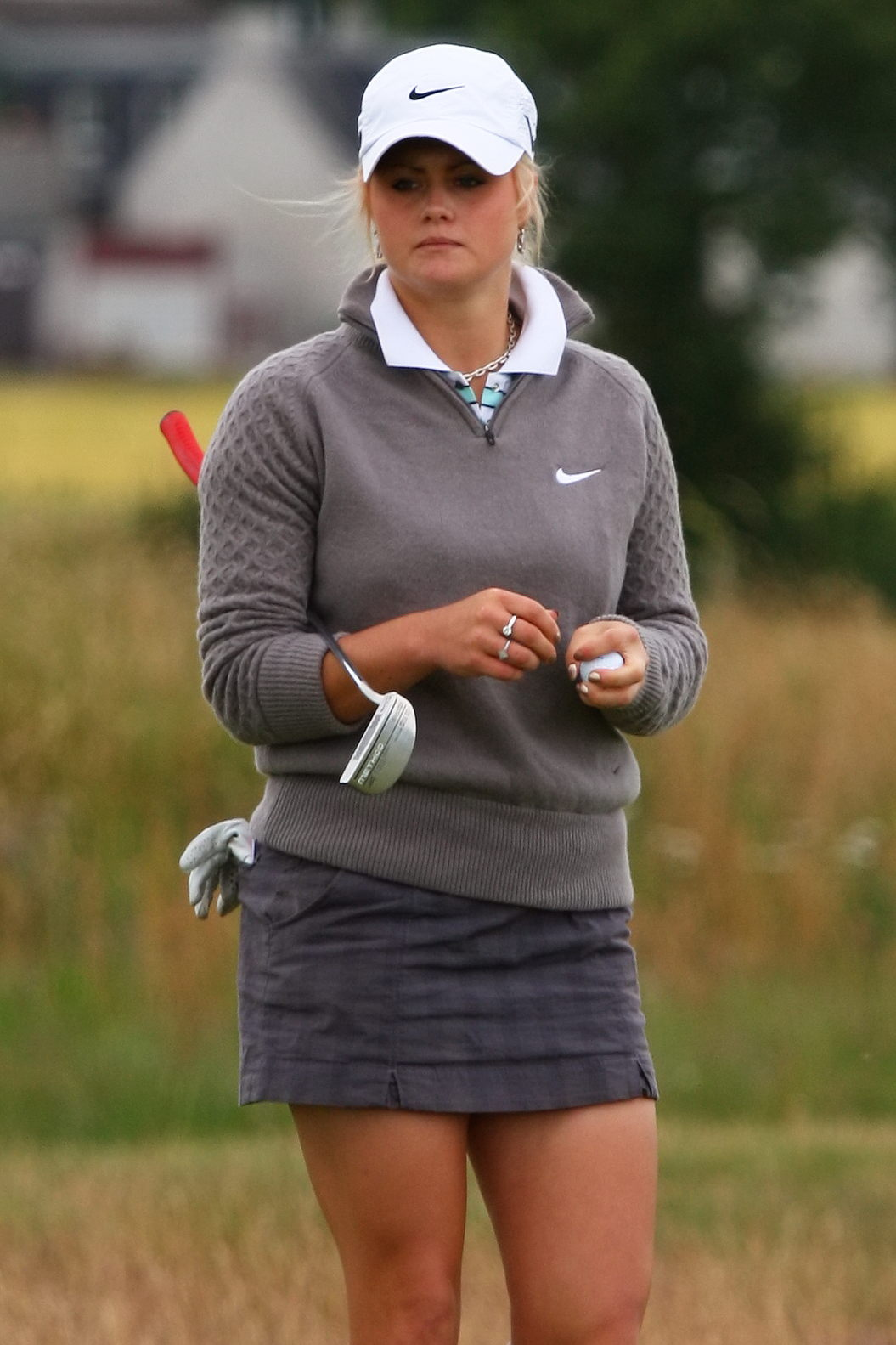
2011

Carly Booth (21 juni 1992) is een Schotse golfster die speelt op de Comrie Golf Club, een club uit 1891. Zij is het jongere zusje van Wallace Booth.
In 2000 en 2001 wordt Booth gymnastiekkampioene in Schotland in de competitie voor meisjes tot negen jaar. Ze speelt sinds haar vijfde ook golf en als meisje van acht speelt zij serieus toernooien. 
Haar vader Wally Booth heeft een zes holes-golfbaan aangelegd en later tot vijftien holes uitgebreid, zodat zijn kinderen alle faciliteiten hadden om te oefenen. 

## Amateur
Hoewel zij in 2009 vijftien jaar oud is, kreeg Booth dat jaar een wildcard om aan het Dutch Open op de Eindhovensche Golf mee te doen.

### Gewonnen
- 2004: Perth & Kinross Kampioen der Kampioenen
- 2005: Perth & Kinross Kampioen der Kampioenen
- 2006: Brits Open Kampioenschap (meisjes tot 18 jaar), Duke of York Jeugdkampioenschap (beste meisje), Nationaal Open (meisjes tot 16 jaar)
- 2007: European Young Masters, Nationaal Kampioenschap (meisjes tot 18 jaar), Nationaal Open (meisjes tot 21 jaar)
- 2009: Daily Telegraph Junior Golf Cup in Abu Dhabi.

In 2007 eindigt zij op de 13de plaats op het Schots Open van de Ladies European Tour.

### Teams
Als 15-jarige speelt zij in 2008 in het Britse team (als jongste teamlid ooit) in de Curtis Cup.

## Professional
Carly werd op 10 januari 2010 professional. Via de Tourschool in Spanje kwalificeerde zij zich voor de Ladies European Tour van 2010. In 2012 behaalde ze haar eerste overwinningen op de professionele tour: het Ladies Scottish Open en het Ladies Swiss Open.